# Psammina bommeriae
Psammina bommeriae är en svampart som beskrevs av Sacc. & M. Rousseau 1891. Psammina bommeriae ingår i släktet Psammina, divisionen sporsäcksvampar och riket svampar.   Inga underarter finns listade i Catalogue of Life.